# Six ans déjà
Six ans déjà (titre original : Six Years) est un roman à suspense de l'écrivain américain Harlan Coben, publié en 2013.

## Résumé
Jake, après avoir été quitté par la femme de sa vie, Natalie, assiste à son mariage. Natalie lui fait alors promettre de ne jamais la revoir ou même la contacter. Six ans plus tard, Jake tombe sur la notice nécrologique du mari de Natalie. Quand il se rend aux funérailles, la veuve est une parfaite inconnue. Jake va donc mener sa petite enquête, à ses risques et périls...

## Éditions imprimées
Édition originale américaine
- (en) Harlan Coben, Six Years, Orion Publishing Group, novembre 2013, 368 p. (ISBN 978-0-525-95348-7)

Éditions françaises
- Harlan Coben (trad. de l'anglais par Roxane Azimi), Six ans déjà [« Six Years »], Paris, France Loisirs, juillet 2013, 383 p. (ISBN 978-2-298-06974-7)
- Harlan Coben (trad. Roxane Azimi), Six ans déjà [« Six Years »], Belfond, coll. « Belfond noir », 6 mars 2014, 374 p. (ISBN 978-2-7144-4719-7 et 2-7144-4719-8)
- Harlan Coben (trad. de l'anglais par Roxane Azimi), Six ans déjà [« Six Years »], Paris, Pocket, coll. « Thriller », 5 mars 2015, 368 p. (ISBN 978-2-266-25320-8)